# Stymulacja przezprzełykowa przedsionka
Stymulacja przezprzełykowa przedsionka (TAP) – badanie wykorzystywane w kardiologii polegające na stymulowaniu serca elektrodą umieszczoną w przełyku.
Badanie wykorzystuje bliskość przełyku i tylnej ściany lewego przedsionka.

## Procedura
Elektrodę wprowadza się przez usta lub nos do przełyku na głębokość około 20 cm, do miejsca, w którym rejestruje się najlepsze potencjały lewego przedsionka. Następnie wykonuje się program stymulacji, który podobny jest do używanego w inwazyjnym badaniu elektrofizjologicznym.

## Wada
Wadą TAP jest częsty brak stymulacji komór, przez co efektywne jest jedynie w przypadku pomiarów związanych ze stymulacją przedsionka.

## Przygotowanie pacjenta
- pacjent musi być na czczo,
- istnieje możliwość znieczulenia tylnej ściany gardła z użyciem lidokainy,
- nałożenie na elektrodę żelu w celu ułatwienia wprowadzenia elektrody.

## Cel badania
- ocena automatyzmu węzła zatokowo-przedsionkowego oraz przewodnictwa przedsionkowo-komorowego,
- ujawnienie preekscytacji (diagnostyka utajonego WPW),
- wstępna ocena zagrożenia nagłym zgonem u chorych z WPW,
- zróżnicowanie częstoskurczów na podstawie lokalizacji załamka P.

## Wykorzystanie jako metoda terapeutyczna
Z użyciem stymulacji przezprzełykowej stymulacji przedsionka istnieje możliwość przerwania nawrotnych częstoskurczów nadkomorowych (ponad 95%) oraz w około 55% przypadków innych częstoskurczy przedsionkowych, w tym trzepotania przedsionków.

## Przeciwwskazania
- brak zgody chorego na badanie,
- choroby przełyku (zwężenie przełyku).

## Powikłania
- uszkodzona błona śluzowa przełyku (bardzo rzadko)
- wywołanie migotania komór